# Latarnia morska Europa Point
Latarnia morska Europa Point – latarnia morska położona na południowym skraju Gibraltaru.
Patent na budowę na Europa Point latarni morskiej został nadany w formie ustawy przez Parlament Zjednoczonego Królestwa Wielkiej Brytanii i Irlandii Północnej w 1838 roku dla Trinity House, która w 1894 roku stała się General Lighthouse Authority for Gibraltar. Jest to jedyna nadzorowana przez Trinity House latarnia morska znajdująca się poza terytorium Wielkiej Brytanii.
W latach 1864, 1875 oraz 1894 dokonano modernizacji i wymiany optyki latarni. Zwiększono światłość latarni do około 35000 kandeli. Podobnie na początku XX wieku zostały dokonane kolejne modyfikacje. W latach 1954–1956 przeprowadzono duże prace modernizacyjne oraz zelektryfikowano stację.
Latarnia została w pełni zautomatyzowana w 1994 roku i jest nadzorowana przez Gibraltar Port Authority. 14 lutego 2014 roku został wyłączony sygnał mgłowy.